# Siège de Sangin
Guerre d'Afghanistan
 (octobre 2009).
Si vous disposez d'ouvrages ou d'articles de référence ou si vous connaissez des sites web de qualité traitant du thème abordé ici, merci de compléter l'article en donnant les références utiles à sa vérifiabilité et en les liant à la section « Notes et références ».
Le siège de Sangin est une bataille de la guerre d'Afghanistan menée autour de cette ville de juin 2006 à avril 2007. Une garnison britannique tient la ville contre de nombreux assauts talibans jusqu'à ce qu'une opération de la Coalition vienne dégager les environs de la cité.

## Contexte
Sangin, ville de 30 000 habitants, est située dans une zone très fertile de la province d'Helmand. Elle est devenue un des centres névralgiques de la culture de l'opium. Jusqu'en juin 2006, la ville est sous contrôle taliban et la population craint fortement que les soldats de l'FIAS ne détruisent ses cultures. Le 13 juin, une patrouille américaine est attaquée au nord de la ville. La ville est provisoirement prise par la Coalition lors de cet affrontement mais elle est évacuée 24 heures après. La situation changea le 18 juin, les Talibans tuant plusieurs hommes, tandis que le président Hamid Karzai commença à intervenir. Un corps britannique s'empare de la ville le 25 juin.

## Le siège
Le 27 juin 2006, après la mort de deux soldats britanniques, la population de la ville, jusque-là passive à la présence britannique, commence à se soulever et à soutenir les insurgés. La base britannique subit alors plusieurs attaques (79 pendant les 20 premiers jours). Grâce à d'importants soutiens d'hélicoptères, de mortiers et d'artillerie, toutes sont repoussées. Mais la situation des défenseurs se détériorent quand la police afghane locale passe du côté des Talibans. Les Britanniques perdent deux hommes dans cette première phase de la bataille.
Le 16 juillet, 900 soldats de la FIAS (Afghans, Américains, Britanniques, Canadiens et Estoniens) lancent une offensive pour prendre l'avantage dans les alentours de la ville. 10 insurgés sont reportés tués dans l'opération. Celle-ci affaiblit les forces talibanes locales mais ne permet pas de les détruire. Les combats reprennent pendant l'été notamment le 20 août lors d'un violent accrochage entre parachutistes britanniques et insurgés. Un parachutiste y est tué. 
Début avril 2007, une force de 1 000 soldats de la FIAS appuyés par l'armée afghane attaque au sud et au nord de la ville. Les Talibans sont repoussés et la Coalition entre facilement dans la ville. Le 5 avril, la ville, presque entièrement abandonnée par ses habitants, est aux mains de la FIAS et de l'armée afghane. Une base afghane est construite et l'activité des Talibans voit son niveau diminuer bien qu'elle ne disparaisse pas.

## Pertes
Les Britanniques perdent 9 hommes lors du siège de la ville. Les pertes talibanes sont inconnues mais estimées, par l'ISAF, entre plusieurs dizaines et plusieurs centaines.